# Ládbesenyő, Borsod-Abaúj-Zemplén
Ládbesenyő este un sat în districtul Edelény, județul Borsod-Abaúj-Zemplén, Ungaria, având o populație de 302 locuitori (2011). 

## Demografie
Componența etnică a satului Ládbesenyő
     Maghiari (93,73%)
     Romi (4,53%)
     Necunoscut (1,74%)
     Alții (1,74%)
Componența confesională a satului Ládbesenyő
     Romano-catolici (37,09%)
     Reformați (31,13%)
     Greco-catolici (6,95%)
     Fără religie (6,95%)
     Necunoscută (17,88%)
Conform recensământului din 2011, satul Ládbesenyő avea 302 locuitori. Din punct de vedere etnic, majoritatea locuitorilor (93,73%) erau maghiari, existând și minorități de polonezi (16,72%) și romi (4,53%). Apartenența etnică nu este cunoscută în cazul a 1,74% din locuitori. Nu există o religie majoritară, locuitorii fiind romano-catolici (37,09%), reformați (31,13%), persoane fără religie (6,95%) și greco-catolici (6,95%). Pentru 17,88% din locuitori nu este cunoscută apartenența confesională.